# Frei Agostinho da Anunciação
José Bento Ribeiro Gaspar (Louriçal do Campo, 4 de novembro de 1808 — Varatojo, 13 de março de 1874), conhecido na vida eclesiástica como Frei Agostinho da Anunciação, foi um padre franciscano e homem do saber, determinado na instrução de jovens, no auxílio aos mais necessitados e na ajuda aos seus semelhantes. 

## Biografia
José Bento de Ribeiro Gaspar, nasceu em Louriçal do Campo, a 4 de Novembro de 1808, filho legítimo de Bento José Martins Gaspar e de Maria Antunes. Residiu em Castelo Branco a fim de aí cursar as aulas que o habilitassem a frequentar a Universidade de Coimbra. 
Já em Coimbra residiu na Rua da Matemática, frequentava o 5.º ano de Direito quando, em Janeiro de 1830, apareceram em Coimbra dois franciscanos do Convento de Varatojo (Torres Vedras) a pregar uma missão. Entre os muitos estudantes que acorriam a ouvir as prédicas dos religiosos, estavam José Bento Ribeiro Gaspar e um amigo íntimo, este já no último ano da Faculdade. Depois de muito conversarem, ambos resolveram abraçar a vida religiosa, tendo acompanhado, na manhã de 19 de Março, os franciscanos no seu regresso ao Varatojo. 
Em 1831, foi ordenado presbítero e tomou o hábito nesse mesmo ano, professando no ano seguinte adoptando o nome de Frei Agostinho da Anunciação. Em 1833 as perseguições aos religiosos eram inclementes, o que levou ao encerramento de vários conventos do país, sendo que a 30 de Maio de 1834, por decreto do então Ministro e Secretário de Estado Joaquim António de Aguiar, conhecido como "mata frades", foram extintas as ordens religiosas. Frei Agostinho da Anunciação teve de abandonar o convento do Varatojo e recolher-se à família. Contudo, perseguido na terra natal, foi com a família para Lisboa.
Serenada a situação, regressou a Louriçal do Campo, dedicando-se à instrução primária de meninos e meninas, ensinando-lhes também a doutrina católica. Em 1850 estava determinado em fundar um colégio-asilo na Beira que o viu nascer, ocorreu-lhe em primeiro lugar Apedrinha, ao corrente desse facto o D. Francisco Correia da Silva Sampaio prontificou-se para, a expensas suas, adquirir um lugar no sitio mais eminente da vila, sitio esse onde foi construído mais tarde o Palácio do Picadeiro. Porém o irmão de Frei Agostinho, de seu nome Manuel António de Ribeiro Gaspar dissuade-o desses propósitos, oferecendo-lhe, não só o terreno para fundar o colégio mas também uma propriedade cerca de Louriçal do Campo, pátria onde ambos nasceram, á vista da oferta é certo que Frei Agostinho se decidiu logo pela construção da casa de órfãos no Louriçal do Campo. 
Inicia então a construção do edifício nos terrenos do seu irmão, no sopé meridional na Serra da Gardunha no lugar de Casal da Pelota, enquanto a casa não estava concluída instala um pequeno centro de acolhimento de órfãos numa casa de família, onde já funcionava um colégio para meninas do Instituto das Irmãs de Jesus Maria José, Frei Agostinho reúne depois alguns donativos dos fiéis locais, e recebe também algumas jóias e alfaias religiosas, cedidas pela Infanta D. Isabel Maria. 
Fundou então em 1852 para os meninos órfãos um orfanato nos terrenos cedidos pelo seu irmão, sob a proteção de São Fiel, cujas relíquias obteve da Igreja dos Camilos, um corpo feito de ossadas de mártires encontrados, segundo se crê, nas catacumbas de Roma e revestido com cera. Traziam já o nome do mártir São Fiel e foram levadas para a igreja paroquial de São Bento, padroeiro de Louriçal do Campo. Sob esta invocação, deu início á obra do seu tão almejado asilo, a um quilómetro da freguesia no lugar chamado Casal da Pelota, que mais tarde passou a ser conhecido por São Fiel. O orfanato já abrigava 80 órfãos em 1858. 
Quando a casa estava quase concluída, tendo já recolhido alguns alunos órfãos ou crianças totalmente desamparadas, um enorme incêndio devorou-a, obrigando alguns dos alunos a recolherem ao orfanato de Campolide. Contudo, Frei Agostinho não esmoreceu o seu entusiasmo, porque de imediato, tratou da sua reconstrução, e com tal vigor que já em 1860 se encontrava a casa de novo povoada. Neste mesmo ano, começaram ali a prestar ótimos serviços cinco Irmãs da Caridade, duas portuguesas e três francesas. Sabe-se que em 1862 habitavam o asilo 45 órfãos e alguns pensionistas, com três professores lecionado latim, gramática e estudos primários.
Tendo a casa já retomado a sua atividade normal, Frei Agostinho, liberto de certo modo dos compromissos educacionais, dedica-se aos estudos arqueológicos, calcorreia a serra, prospeta o povoado do "Castelo Velho" (entre Louriçal do Campo e Castelo Novo), onde recolhe e estuda espécimes arqueológicos vários, entre moedas romanas e estatuetas de bronze.
Nesse tempo, o Reino de Portugal encontrava-se em completa desordem, as perseguições às ordens religiosas recrudesciam e as Irmãs da Caridade, em 1860, foram expulsas de São Fiel sob os mais fúteis pretextos. Com a expulsão das irmãs, juntamente com outras dificuldades na sustentação, deslocou-se Frei Agostinho a Lisboa, onde ia com alguma frequência a fim de tratar assuntos inerentes ao funcionamento da sua casa. Nessa viagem encontrou muito doente o confessor da infanta D. Isabel Maria, que assistiu até à morte. A infanta escolheu-o para seu confessor, o que não só lhe permitia ir a São Fiel as vezes necessárias, como lhe oferecia valiosos auxílios para o sucesso da sua empresa.
Entretanto Frei Agostinho já há muito tempo planeava entregar aquela instituição aos padres da Companhia de Jesus mas, sempre encontrara entraves, até que numa das viagens que fez a Roma, juntamente com a Infanta D. Isabel Maria, conseguiu do Papa Pio IX, com quem Frei Agostinho beneficiava de uma certa familiaridade, o consentimento para tal. Apesar de muitas reservas e alguma celeuma, os jesuítas tomaram a direção do orfanato em 1863. No entanto, devido ao ambiente anticlerical que se instalara no país desde 1759, foi necessário simular a venda do edifício, por 2000 réis, em 1873 a 3 ingleses, Georges Lambert, Ignácio Cory Soles e Henri Foley que, apesar de serem jesuítas, não se tinham identificado como tal.
Os jesuítas, admitindo pensionistas, converteram o orfanato em colégio, mas, a expensas de Frei Agostinho da Anunciação, alguns órfãos continuaram a frequentar a instituição. Mais tarde, a pedido da infanta D. Isabel Maria e do papa, Frei Agostinho foi dispensado para poder recolher-se ao Convento de Varatojo, onde foi eleito guardião, depois presidente e mestre de noviços. Como sempre tinha sido um empreendedor e um apaixonado pela instrução, abriu, no próprio convento, uma escola para rapazes e, no lugar de Varatojo, uma escola para raparigas que para a qual obteve um subsídio da infanta D. Isabel Maria.
Frei Agostinho da Anunciação, depois de uma vida totalmente dedicada ao seu semelhante, faleceu aos 66 anos de idade, a 14 de Março de 1874, acometido de forte dor ciática, a que se juntou depois uma congestão cerebral e um ataque de erisipela numa perna. Não se sabe da sua sepultura, mas foi exumado e conserva-se religiosamente a sua caveira no Varatojo.
Frei Agostinho da Anunciação é considerado benemérito de Louriçal do Campo, a ele se devendo a relíquia insigne de São Fiel, e tendo sido pioneiro da educação na sua terra natal e fora dela. Das obras mais importantes que ergueu, para as quais trabalhou e dedicou toda a sua vida, destacam-se a criação das escolas primárias do Varatojo (Torres Novas) e a fundação do Colégio de São Fiel, na sua terra natal, Louriçal do Campo.
Na atualidade tem uma rua com o seu nome no lugar de São Fiel (nome pelo qual passou a ser a tratado o antigo lugar de Casal da Pelota) chamada "Frey Agostinho da Anunciação", a principal avenida de entrada da freguesia, entre o Colégio de São Fiel e Louriçal do Campo leva também o seu nome, e ainda em Louriçal do Campo, na rua onde nasceu, tem o nome de "Rua Mártir de São Fiel" em sua homenagem.